# هرم جنوبی سقاره
هرم جنوبی سقاره یا هرم ناتمام سقاره جنوبی؛ (فهرست هرم‌های لپسیوس) یک مقبره سلطنتی مصر باستان است که در طول دودمان سیزدهم در سقاره جنوبی ساخته شده‌است، و به داشتن استادانه‌ترین معبد یا مقبره زیرزمینی از اواخر اهرام دودمان دوازدهم معروف است. این ساختمان ناتمام مانده و مالک آن هنوز نامشخص است زیرا هیچ مدرک روشنی برای حل این موضوع پیدا نشده‌است. در سال 2008، کریستوفر تیس، مصرشناس، عنوان کرد که بر اساس کتیبه‌ای که گوستاو ژکویر در آن نزدیکی کشف کرده بود، این هرم برای پادشاه چهوتی ساخته شده‌است.

## مجتمع هرمی

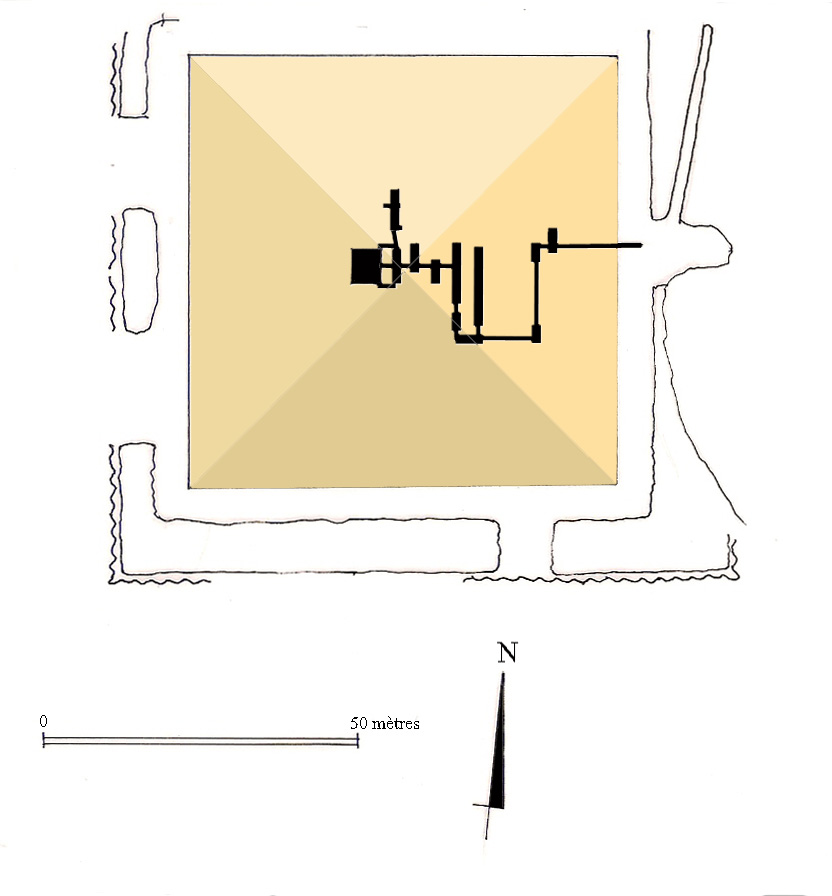
پلان مجموعه

در جنوب غربی این هرم، هرم خنجر قرار دارد. این هرم در سفر ارنست مکی و فلیندرز پتری در سال ۱۹۱۰–۱۹۱۱ کشف شد. در سال‌های ۱۹۲۹–۱۹۳۰ گوستاو ژکویر کاوش دقیقی از مجموعه هرم انجام داد. این مجموعه شامل یک مقبره زیرزمینی، با روبنایی سخت و یک دیوار با محفظه مواج است. سایر سازه‌های فرعی مانند هرم فرقه، معبد وداع و غیره، یافت نشد.
قابل توجه است که دو سنگ سرپوش بدون کتیبه ساخته‌شده از گرانیت سیاه در داخل محوطه کشف شد که به نظر می‌رسد در مقایسه با روبنای ناقص بسیار زود به آن‌جا آورده شده‌است.
به نظر می‌رسد این هرم کمی بزرگ‌تر از آنچه برنامه‌ریزی شده بود ساخته شده‌است: پایه به صورت مربعی به طول ضلع ۷۸٫۷۵ متر (۲۵۸٫۴ فوت) طراحی شده‌است. برای دیوارهای مقبره زیرزمینی از آجرهای آهکی ریز تورا استفاده شده‌است. از همین ماده برای پی‌ریزی روبنا نیز استفاده شد که ترانشه آن ۱٫۸ متر (۵٫۹ فوت) بود. دیوار محفظه سینوسی‌شکل منحصربه‌فرد، از خشت ساخته شده بود، با ضخامت ۰٫۶۵ متر (۲٫۱ فوت) و ۱ متر (۳٫۳ فوت). در چهار گوشه هرم چند شیء متعلق به دفن آیینی یافت شده‌است، اما هیچ‌یک از یافته‌ها نامی ندارند.

## مقبره زیرزمینی

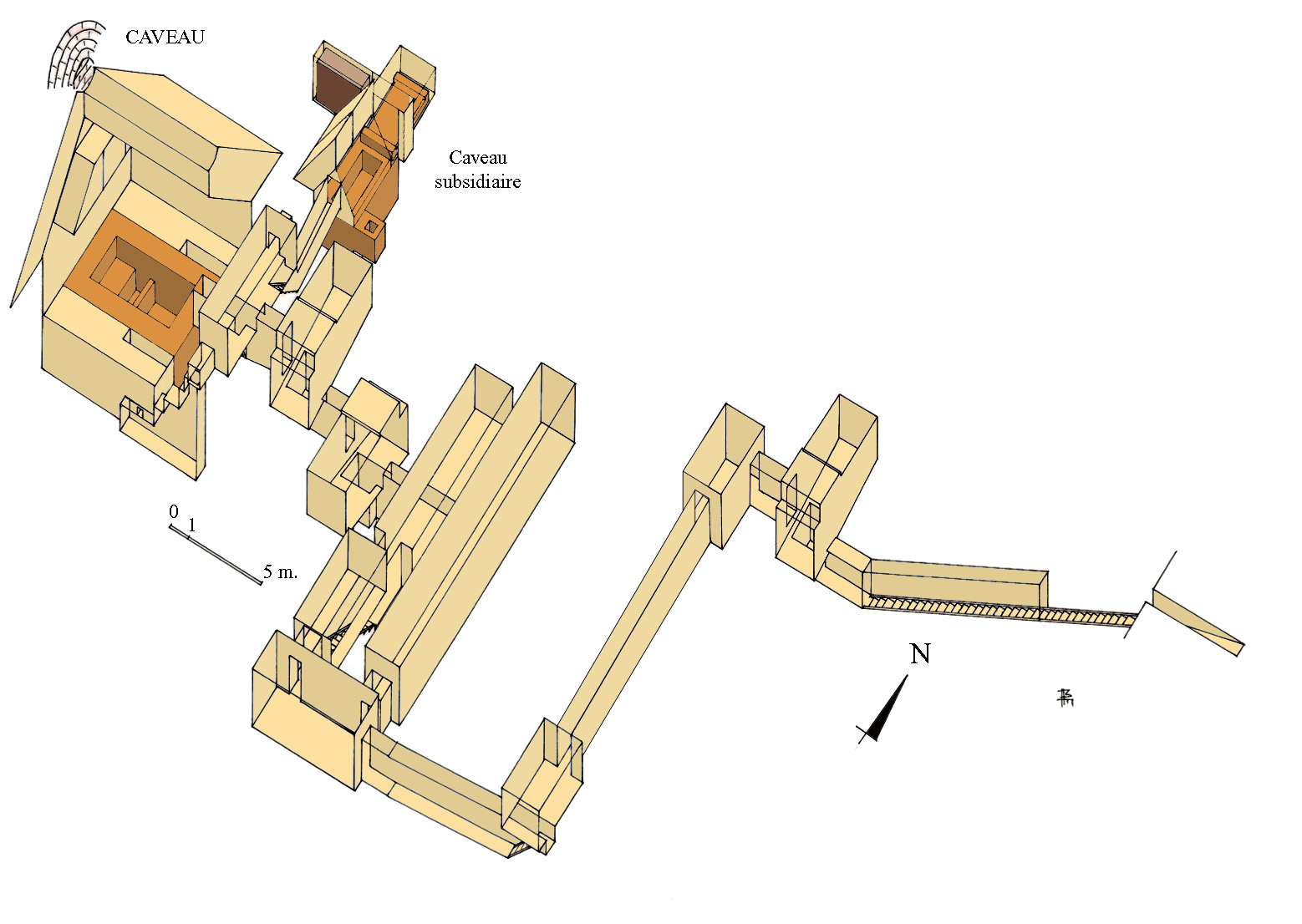
نمای ایزومتریک از مقبره زیرزمینی با برداشتن صفحات روی محفظه بزرگتر تابوت

مقبره زیرزمینی به دلیل اندازه و پیچیدگی‌اش قابل توجه است و بزرگ‌ترین و پیچیده‌ترین هرم شناخته‌شده می‌باشد، که قدمت آن به اواخر دودمان دوازدهم و سیزدهم مصر می‌رسد. جهت و سطح این گذرگاه چندین بار تغییر داده شده، و قرار بود چهار دروازه بالارو، بیش‌تر از هر هرم دیگری در آن دوره داشته باشد.

## ورودی
ورودی هرم در ضلع شرقی است. یک پلکان طولانی رو به پایین که از یک تورفتگی می‌گذرد نیز در آن‌جا قرار دارد. راهرو به چپ می‌پیچد و ادامه می‌یابد سپس به راست پیچده، و دوباره رو به غرب می‌رود.
در آن نقطه دو گذرگاه در سمت راست راهرو باز می‌شود: اولین گذرگاه ورودی، ورودی یک راهرو طولانی است. گذرگاه دوم پلکانی است که دوباره از سطوح پایین می‌آید و به چپ (رو به غرب) می‌پیچد. گذرگاه به سمت غرب از طریق دومین (سمت چپ) و سومین (در سمت راست) کانال ادامه می‌یابد، که هر یک تغییر سطح بدون پلکان دارند و در نهایت به آخرین دوشاخه می‌رسند که راهرویی است منتهی به دو تابوت‌دان. تابوت‌دان بزرگ‌تر جلوتر (غرب) و تابوت‌دان کوچک‌تر در سمت راست (شمال) قرار دارند.

## دو اتاق تابوت

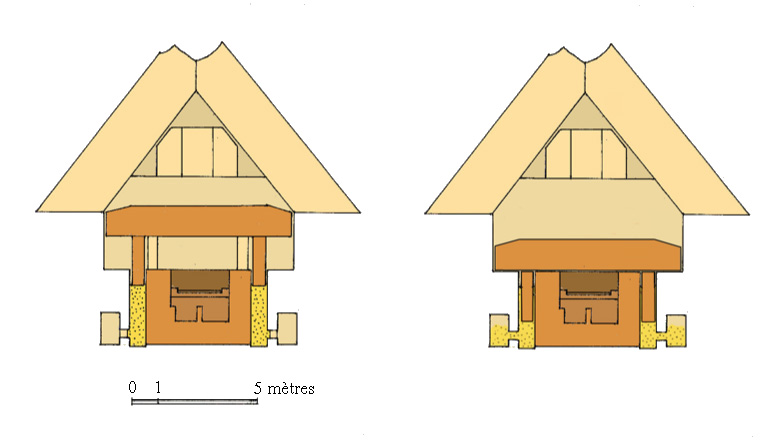
شکل نشان می‌دهد که چگونه محفظه تابوت اصلی مهر و موم شده‌است، با تخته‌سنگ‌های بزرگ در بالا، از جنس کوارتزیت که با جابجایی شن و ماسه در جای خود پایین می‌آیند.

اتاقک اصلی، با سقف V شکل معکوس، دقیقاً در مقابل ورودی دوشاخه راهرو، به سمت غرب قرار دارد. این اتاق بزرگ‌تر از دو اتاق دیگر است و دارای ۱۵۰ تن (۳۳۰٬۰۰۰ پوند) بلوک کوارتزیتی است، و یک حفره بزرگ در مرکز آن تعبیه شده‌است که حاوی یک تابوت‌دان و یک طاقچه برای کوزه‌های سایبان است که هر دو استفاده نشده‌اند: ظاهراً هیچ مواد مومیایی یا تابوت در اتاقک بزرگ قرار داده نشده‌است.
ورودی اتاقک دوم تابوت کوچک‌تر در ضلع شمالی راهرو دوشاخه قرار دارد و به صورت دو قسمت مجزا قرار گرفته‌است. هدف از ساخت این اتاق نامشخص است: ممکن است برای همسر ملکه، یا کا پادشاه، خواهر و برادر همزاد فرعون، یا شاید یک «اتاق دفن دروغین» که قصد داشت دزدان قبر را گیج کند، در نظر گرفته شده باشد. دو قسمت از اتاقک تابوت دوم طوری طراحی شده بود که با چهارمین و آخرین کانال که هنوز باز است از هم جدا شوند. عجیب است که ترتیب سرسرا و طاق تابوت با هم عوض می‌شوند: طاق تابوت معمولاً قبل از سرسرا قرار دارد، که درب تابوت را نگه می‌دارد و توسط تابوت‌خانه مهر و موم می‌شود. این چیدمان عجیب نیز غیرقابل توضیح است و شاید منعکس‌کننده دلایل ناشناخته دین یا سنت باشد.

## غارت‌گری
مقبره زیرزمینی به گونه‌ای طراحی می‌شد که با چندین ترفند پیچیده، مانند تغییر جهت، تغییر سطح، درب‌های مخفی در زیر سنگ‌فرش، سقف و دیوارهای جانبی، و احتمالاً یک اتاق تدفین طعمه در مقابل غارت‌گران غیرقابل نفوذ باشد. (همان‌طور که در بالا گفته شد، اتاق تابوت دوم به‌عنوان یک اتاقک کاذب در نظر گرفته شده بود).
با وجود تدابیر احتیاطی، سارقان موفق شدند به داخل اتاق‌های دفن راه پیدا کرده و آن‌ها را پیدا کنند. نشانه‌هایی وجود دارد که نشان می‌دهد این هرم در دوران باستان و زمان دیگری مورد دست‌برد واقع شده‌است. به احتمال زیاد در زمان خلیفه عباسی مأمون، وارد هرم بزرگ جیزه شد باشند. گوستاو ژکویر توانست از طریق راهرو و تونلی که دزدان از آن راه به درون هرم راه یافته بودند، به اتاقک‌ها برسد.

## انتساب
این مجموعه شباهت‌های زیادی با مجموعه‌های دیگر دارد، مانند هرم خنجر، هرم مزغونه شمالی، و تا حدی هرم آمنی قمائو (عمدتاً در داشتن تابوت دوم). با این‌حال، هیچ‌یک از اشیاء به‌دست‌آمده از این مجموعه نام مالک آن را نشان نمی‌دهد، اگرچه برچسب‌های ساخت و ساز یافت شده، که به سال‌های سلطنت اشاره می‌کند. یک کتیبه تکه‌تکه با عنوان «وسرخع» در داخل هرم یافت شده‌است که ممکن است به هوروس اشاره داشته باشد و نشان می‌دهد که او می‌تواند صاحب هرم بوده باشد.
با در نظر گرفتن اندازه، پیچیدگی و کیفیت بخش‌های مختلف مقبره، راینر استادلمن استدلال کرد که مالک باید یک فرعون مهم (یا حداقل جاه‌طلب) باشد.
ژکویر عنوان کرد که این هرم می‌تواند متعلق به سلف یا جانشین نزدیک خنجر مانند وگاف یا امرامشا باشد. ریهولت وگاف را به دلیل سلطنت بسیار کوتاهش در مقایسه با سال‌های سلطنت به‌عنوان سازنده کنار گذاشت و امرامشا یا جانشین او اینتف پنجم را به‌عنوان مالکان احتمالی پیشنهاد کرد. لاندوا-مک کورمک نیز عنوان کرد که این دو اتاق تابوت ممکن است متعلق به دو برادر فرعون سیزدهم باشد.